# Kościół św. Wojciecha w Krośnie
 Kościół św. Wojciecha – drewniany rzymskokatolicki kościół pw. św. Wojciecha, zbudowany w XV w., znajdujący się w  Krośnie.
Obiekt znajduje się na podkarpackim Szlaku Architektury Drewnianej. Przy drewnianym ogrodzeniu kościoła znajdują się pozostałości pomników nagrobnych oraz krzyż misyjny i dzwonnica.

## Historia
Kościół powstał około poł. XV w. w miejscu dawnej świątyni z XI w., na tzw. Przedmieściu Górnym, na Zawodziu, gdzie w X w. istniała najstarsza część miasta Krosna. Według legendy w tym miejscu odpoczywał św. Wojciech w trakcie podróży z Pragi do Gniezna. W czasie badań wykopaliskowych znaleziono Krzyżyk metalowy z X w. Świątynię poświęcono w 1460 r. Wyremontowano ją w 1903 r. według projektu Tadeusza Stryjeńskiego. Manierystyczny ołtarz główny pochodzi z początku XVII w. Barokowe ołtarze boczne trafiły do Fary w 1785 r. Lewy ołtarz poświęcony był św. Wojciechowi, a prawy św. Rozalii. Na ścianach obrazy z XVIII w. i trzy rzeźby.  
Do 1968 roku kościół stanowił filię krośnieńskiej fary. Jego rektorem był ks. prałat Tadeusz Szetela, który został mianowany na proboszcza nowej parafii. Obiekt był jej świątynią parafialną do 1997 roku. Od tamtego momentu msze i nabożeństwa są odprawiane w nowej świątyni przy ul. Zielonej.

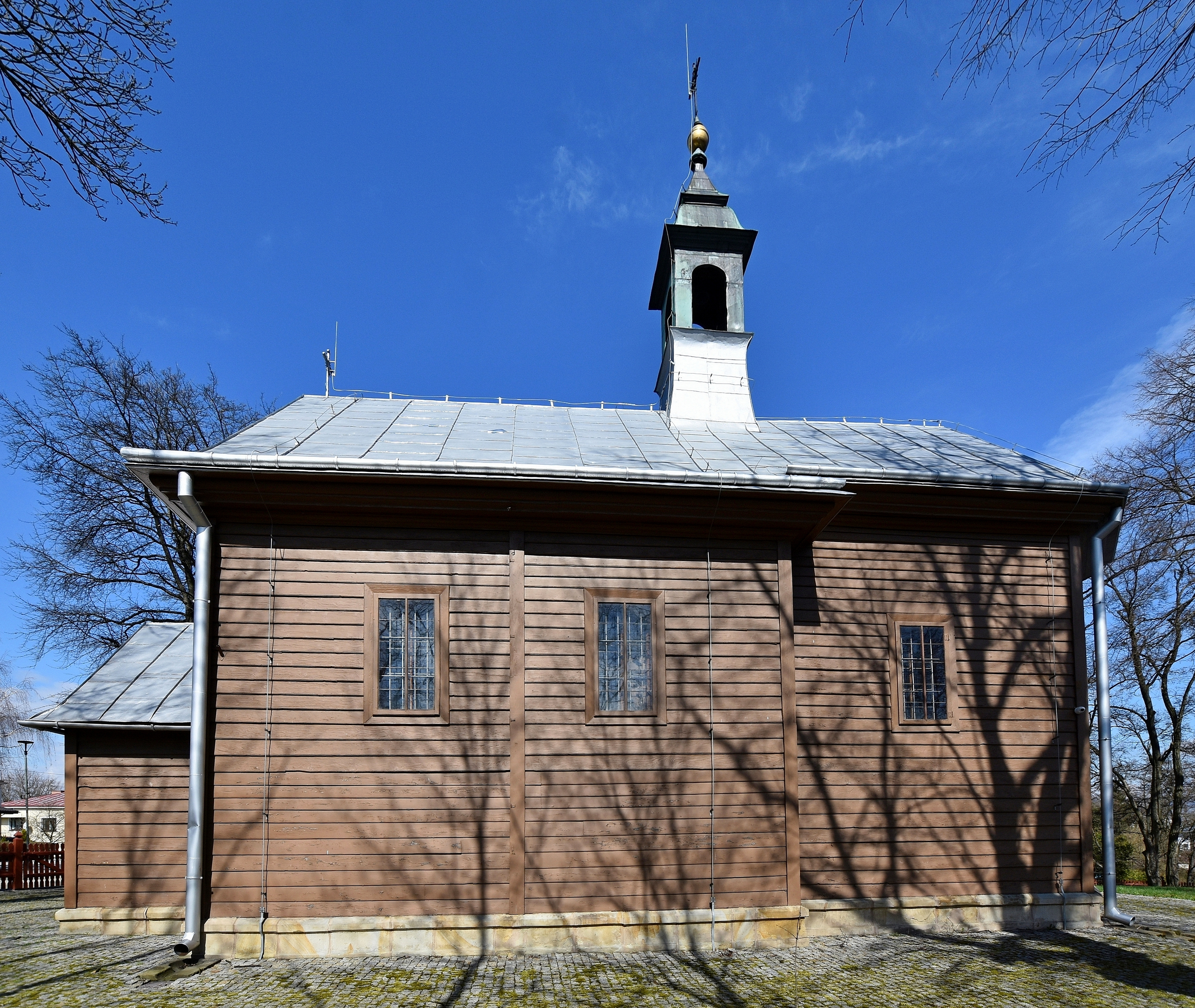
Elewacja boczna
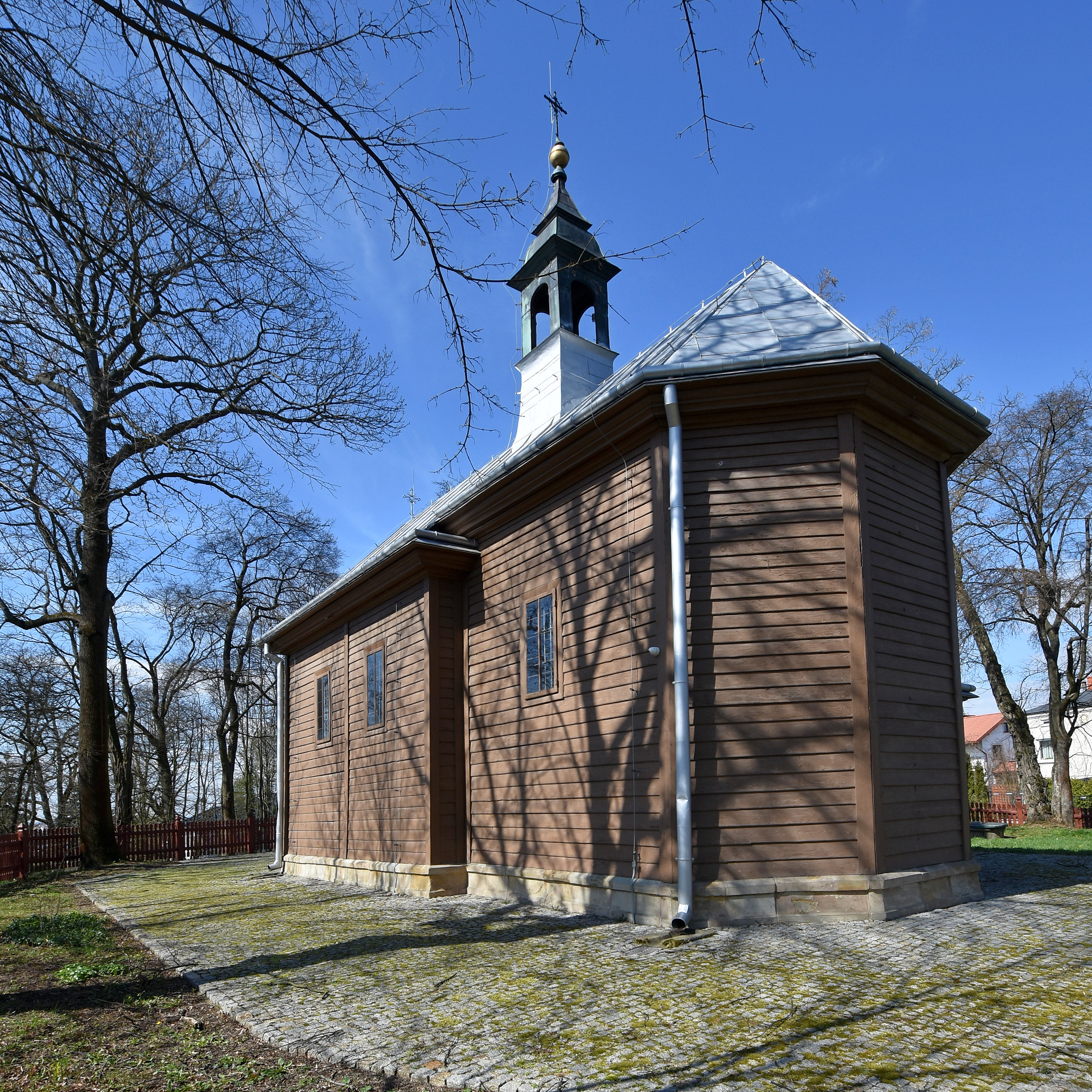
Widok od strony prezbiterium
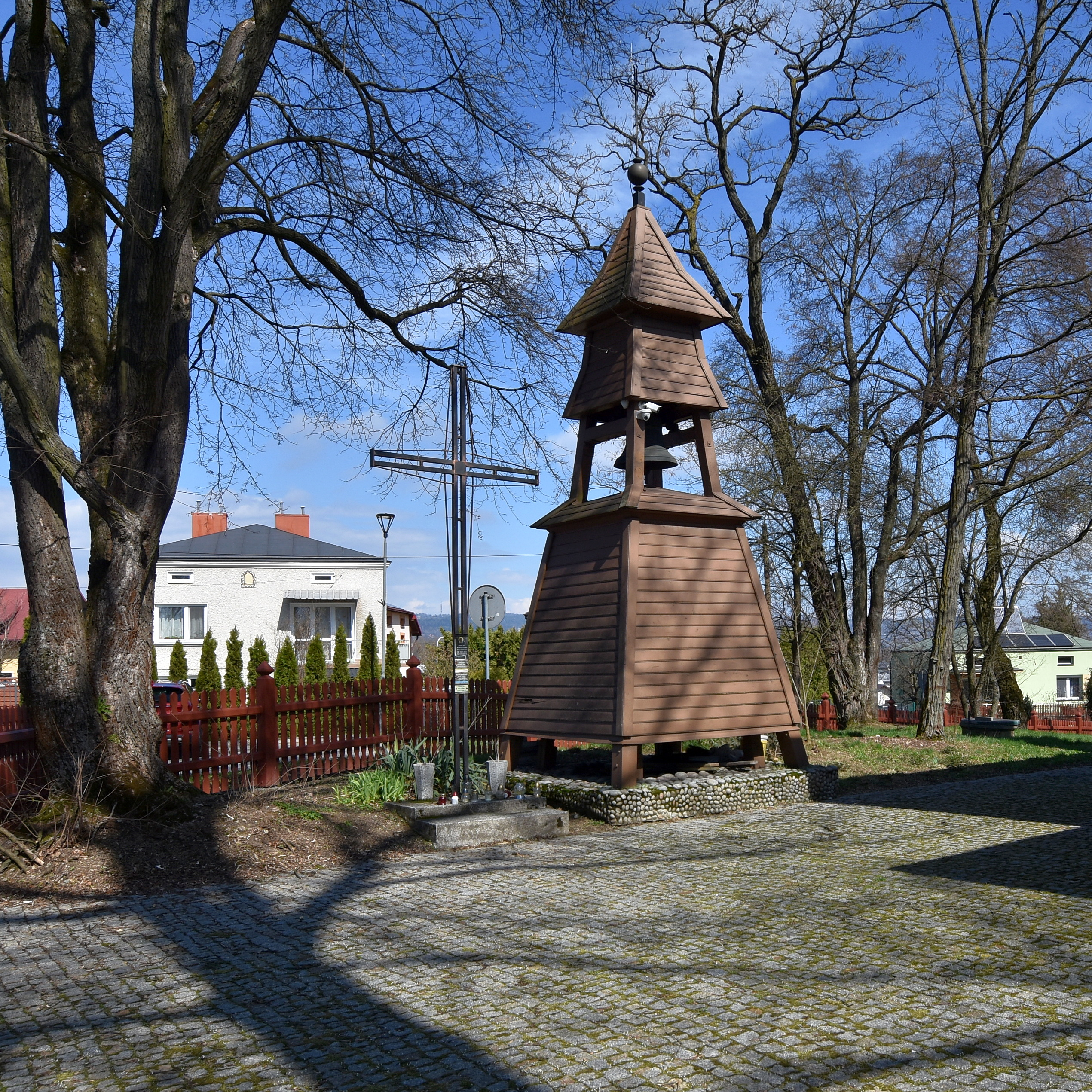
Dzwonnica